# Епископ Белостока

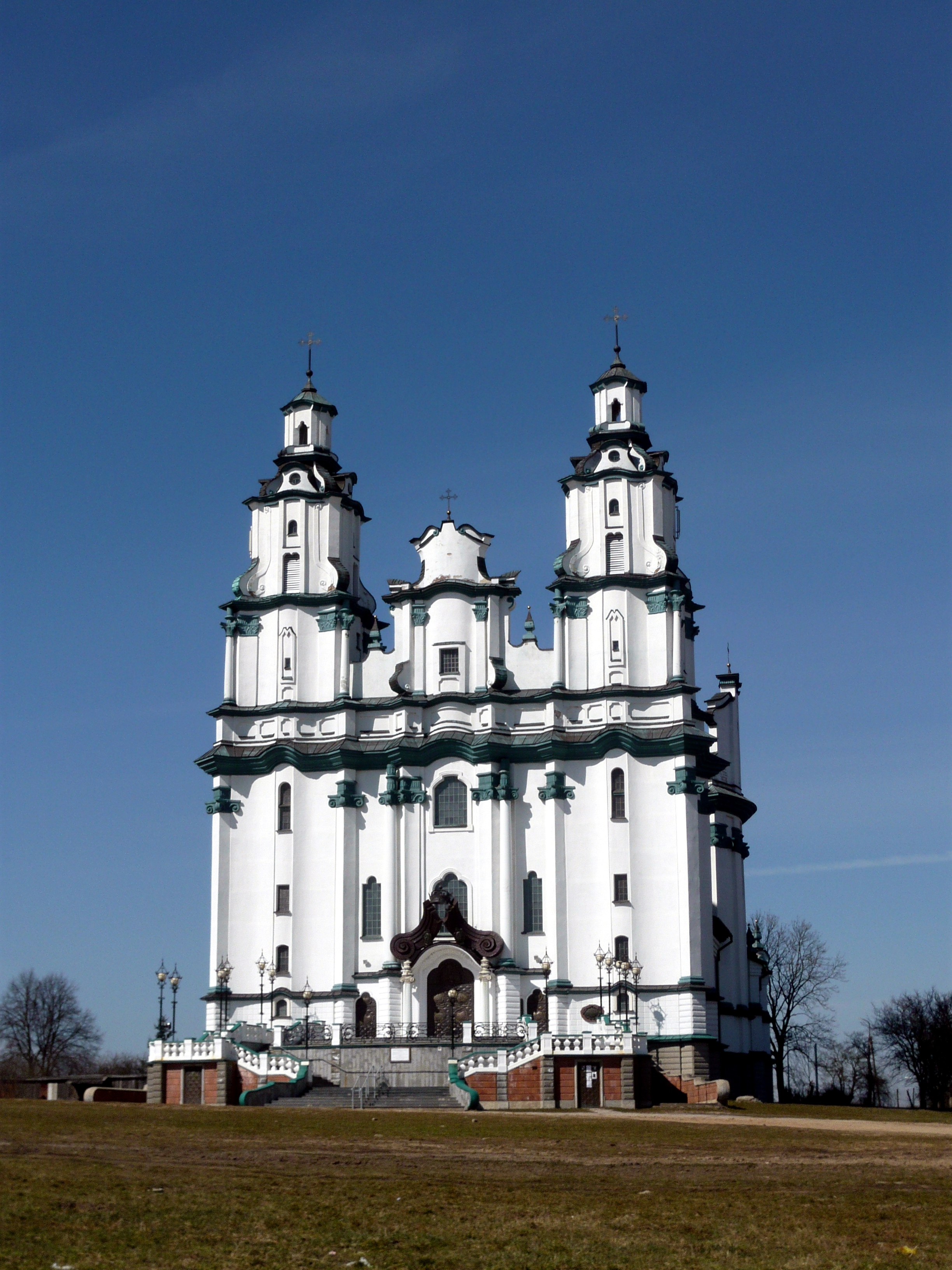
Церковь Вознесения Господня на улице архиепископа Ромуальда Ялбжиковского, Белосток, Польша

Епископ Белостока — епископы епархии и архиепархии Белостока.

## Вильнюсские ординарии (1945—1991)
С 1945 года город Белосток входил в митрополию Вильнюса, Литва. Архиепископ Вильнюса одновременно исполнял функции апостольского администратора Белостока, в котором находился сокафедральный собор вильнюсской архиепархии.
- архиепископ Ромуальд Ялбжиковский (1945—1955);
- епископ Владислав Сушинский (1955) — вспомогательный епископ архиепархии Вильнюса с 1948 г., генеральный викарий;
- епископ Адам Савицкий (1955—1968) — генеральный викарий с 1955 года, апостольский администратор с 1962 года;
- епископ Сушинский Владислав (1968) — апостольский администратор;
- епископ Пётр Мажевский (1968—1970) — генеральный викарий;
- епископ Хенрик Гульбинович (1970—1976) — апостольский администратор;
- епископ Эдвард Кишель (1976—1991) — апостольский администратор.

## Ординарии епархии
5 июня 1991 года была учреждена епархия Белостока.
- епископ Эдвард Кишель (1991—1992)

## Ординарии архиепархии (с 1993 года)
25 марта 1992 года Римский папа Иоанн Павел II возвёл епархию Белостока в ранг архиепархии.
- архиепископ Эдвард Кишель (1992—1993);
- архиепископ Станислав Шимецкий (1993—2000);
- архиепископ Войцех Жемба (2000—2006);
- архиепископ Эдвард Озоровский (21.10.2006 — 12.04.2017);
- архиепископ Тадеуш Войда (12.04.2017 — 2021);
- архиепископ Юзеф Ян Гуздек (с 16 июля 2021 года)

## Источник
- Annuario Pontificio, Ватикан, 2007
- Konferencja Episkopatu Polski, Informator 2009 , Biblos 2009, ISBN 978-83-7332-716-0